# Языковая систематика

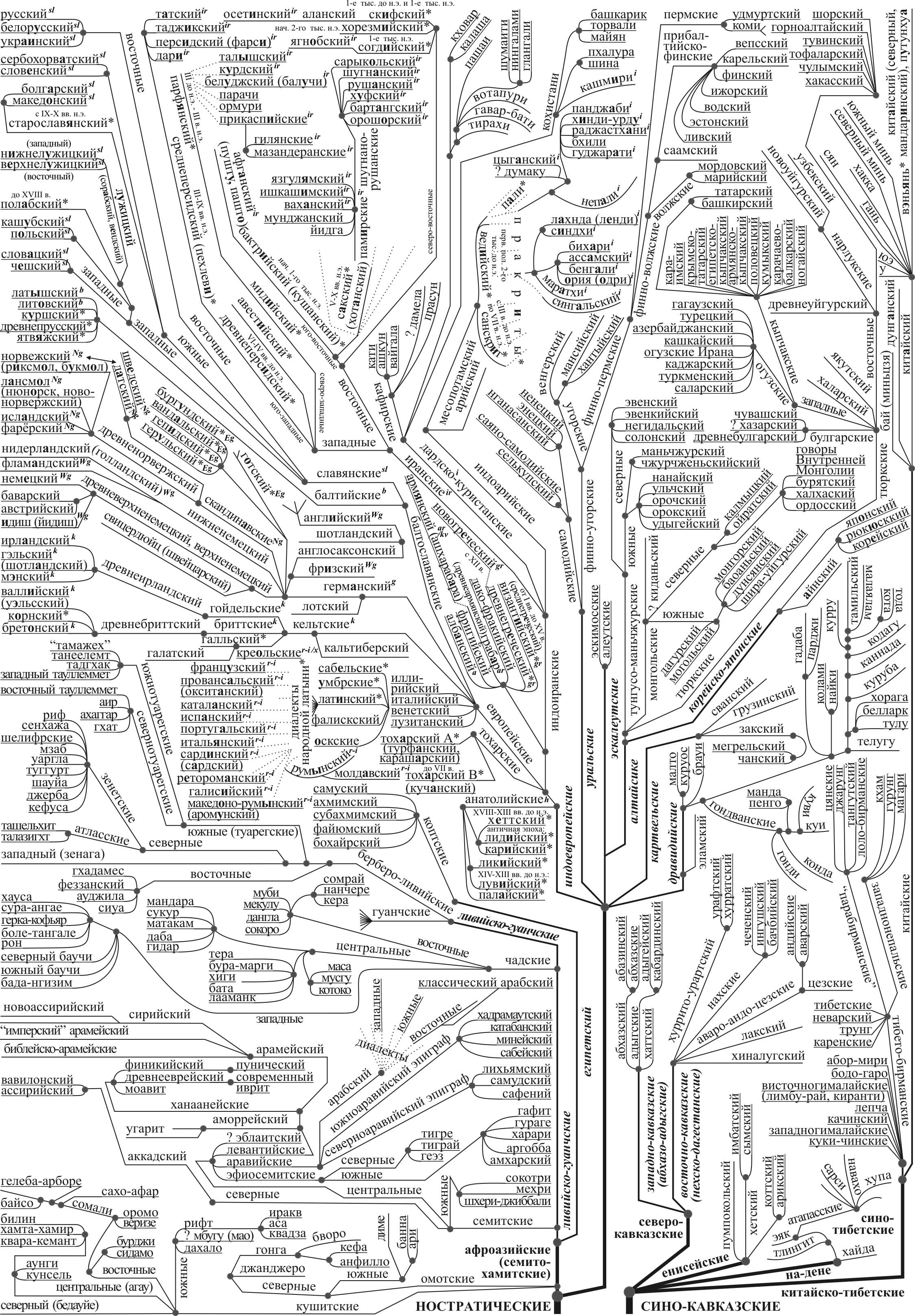
Карта языков мира (Часть I). Источник:.

Языкова́я система́тика — вспомогательная дисциплина, помогающая упорядочивать и объединять изучаемые лингвистикой языки, диалекты и группы языков. Итог такого упорядочивания также называется «систематикой языков». 
В основе систематики языков лежит генетическая классификация языков: эволюционно-генетическая группировка является естественной, а не искусственной, она достаточно объективна и устойчива (в отличие от зачастую быстро меняющейся ареальной принадлежности). Задачей языковой систематики является создание единой стройной системы языков мира на основе выделения системы лингвистических таксономических уровней и соответствующих названий, выстроенных по определённым правилам (лингвистическая номенклатура). 
Термины «систематика» и «таксономия» часто используют как синонимы.

## Принципы устройства
Для языковой систематики характерны следующие принципы:
- единая иерархически организованная система;
- единая система таксономических уровней (рангов);
- единая система номинации.

Единство всей системы и сравнимость единиц одного уровня должны обеспечиваться общими критериями для отнесения объектов к тому или иному уровню. Это касается как верхних уровней (семьи и группы), так и нижних (языки и диалекты). В единой систематике критерии для отнесения объектов к одному уровню должны отвечать следующим требованиям: применимость к любому объекту и непротиворечивость (или однозначность) отнесения объекта к определённому классу.
Единая система таксономических уровней (рангов): хотя и в лингвистике существует немало терминов для разных таксономических уровней (семья, группа, ветвь, иногда фила, филум, сток), их использование очень сильно зависит от исследователя, языка описания и случая. Внутри систематики эти таксономические уровни упорядочиваются и употребляются согласно определённым правилам.
Единая система номинации: в отличие от биологии, где существует стройная система номинации на латинском языке с использованием бинарного названия для базовой единицы, в лингвистике ничего подобного нет и едва ли может возникнуть, поэтому главное, что может сделать систематика — это, во-первых, упорядочить названия языков в языке описания, выбрав для каждого идиома и группы идиомов основное название; во-вторых, в качестве дополнительного средства для однозначного обозначения языков независимо от языка описания — указывать для каждого его самоназвание.
Использование данных лексикостатистики: для определения уровня таксонов в существующей классификации (или для построения классификации, там где её ещё нет) и отнесения объекта к определённому уровню используется критерий сохранения базовой лексики; причём не только для построения верхних уровней классификации (что тривиально), но и для разграничения отдельных идиомов. Процент совпадений считается от стандартного 100-словного списка Сводеша. Внимание намеренно заостряется на проценте совпадений (хотя время распада может приводиться для справки), поскольку в этом вопросе среди компаративистов не наблюдается согласия, а для построения систематики языков вполне достаточно относительного процента совпадений, а не абсолютного времени распада.

## Верхние уровни систематики
Основными верхними таксономическими уровнями систематики являются: семья, ветвь, группа. При необходимости число уровней может увеличиваться за счёт прибавления приставок над- и под-; например: подсемья, надгруппа. От случая к случаю может также использоваться термин «зона» — часто для обозначения не генетических, а скорее ареальных или парафилетических объединений (см. например, классификацию языков банту или австронезийских языков).
Языковая семья — основополагающий уровень, на котором основывается вся систематика. Это группа определённо, но достаточно далеко родственных языков, которые имеют не меньше 15 процентов совпадений в базовом списке (стословный вариант списка Сводеша). В качестве примеров см. список семей Евразии или обзор семей Африки.
Для каждой семьи список ветвей, групп и т. д. определяется с учётом традиционно выделяемых группировок, степенью близости их между собой и временем распада на составляющие. При этом ветви и группы разных семей не обязаны быть одного уровня глубины, важен лишь их относительный порядок внутри одной семьи. Например, для индоевропейской семьи можно выделить следующий набор ветвей: анатолийская, тохарская, кельтская, балто-славянская, индоиранская, германская, италийско-романская, греко-македонская, армянская, албанская и ряд древних языков, условно объединяемых в палеобалканскую зону.
В таблице приведены примеры построения систематики со строгим использованием таксономических уровней. Если для индоевропейских языков некоторые уровни можно пропустить, то для известных своей разветвлённостью австронезийских их даже не хватает.
| Уровень          | Язык 1             | Язык 2                                         |
| ---------------- | ------------------ | ---------------------------------------------- |
| макросемья, фила | —                  | —                                              |
| семья            | индоевропейская    | австронезийская                                |
| подсемья         | «европейская»      | малайско-полинезийская                         |
| надветвь         |                    | Центрально-восточно-малайско-полинезийская     |
| зона             |                    | восточно-малайско-полинезийская                |
| подзона          |                    | океанийская                                    |
| ветвь            | балто-славянская   | центрально-восточно-океанийская                |
| подветвь         |                    | центрально-тихоокеанская (фиджи-полинезийская) |
| группа           | славянская         | восточно-фиджийско-полинезийская группа        |
| подгруппа        | восточнославянская | полинезийская                                  |
| подподгруппа     |                    | ядерно-полинезийская                           |
| микрогруппа      |                    | самоанская                                     |
| язык             | русский            | токелау                                        |

## Язык / диалект
В языковой систематике используется шкала с четырьмя уровнями близости: «язык — наречие — диалект — говор», разработанная на эмпирической основе. Согласно этой шкале, если у двух идиомов процент совпадений в 100-словном базовом списке < 89 (что соответствует времени распада, по формуле Сводеша-Старостина, > 1100 лет назад), то идиомы являются разными языками. Если процент совпадений > 97 (время распада < 560 лет), то идиомы являются диалектами одного языка. Для оставшегося же промежутка (89-97) предложен промежуточный уровень очень близких языков / отдалённых диалектов, в качестве названия для которого используется термин «наречие» в тех случаях, когда соответствующий идиом традиционно рассматривается как часть другого языка. Когда же такой идиом принято считать отдельным языком, за ним сохраняется таксономический уровень «язык», а объединение, куда он входит и соответствующее по степени близости единому языку, называется «кластером». 
Выделение языков и диалектов может не совпадать с традиционным подходом. Например:
- Китайская ветвь включает в себя до 18 языков, традиционно считаемых диалектами китайского языка
- Французский язык (или язык ойль) включает в себя франсийское (на основе диалекта которого сложился французский литературный язык), пикардское, нормандское и другие наречия.
- Сербохорватский кластер включает в себя чакавское, кайкавское и штокавское наречия, а последнее также сербский, хорватский и боснийский литературные языки (= диалекты).
- Западно-огузский кластер состоит из турецкого, гагаузского, южно-крымскотатарского языков.
- Ногайский кластер состоит из ногайского, казахского и каракалпакского языков.
- Иберо-романский кластер включает в себя португальский, галисийский, астуро-леонский, испанский, (верхне-)арагонский языки.

## Макроуровни
Несмотря на то, что верхним основным уровнем в систематике языков является семья, в ней также учитывается возможное глубинное родство. Тем не менее термины для более верхних уровней не поддаются такой строгой формализации, как более нижних.
- Надсемья — объединение близких семей (процент совпадений = 11—14), которые традиционно считаются одной семьёй, но в соответствии с определением семьи в языковой систематике, должно быть вынесено на более верхний уровень. Надсемьёй, возможно, являются кушитские и австронезийские языки.
- Макросемья (= фила) — объединение семей с хоть как-то установленными соответствиями и примерно посчитанными процентами совпадений. Таковы, видимо,  афразийская, койсанская макросемья.
- Гиперсемья — объединение макросемей, крайне гипотетичное; например, борейская гиперсемья.
- Гипотеза — предположительное объединение семей, без установления соответствий и подсчёта процента совпадений между отдельными составляющими. Как правило, делается навскидку. Например, нило-сахарская, широко-койсанская гипотеза.

В работах преимущественно западных лингвистов употребляются и другие термины:
- Сток (stock) — это объединение семей (families), которые в этом случае понимаются более узко, нежели определено выше. Примерами стоков являются индоевропейский (с германской, романской и другими семьями), уральский, сино-тибетский, австронезийский; таким образом, сток, как правило, соответствует приведённому выше определению семье.
- Филум / фила (phylum, pl. phyla) — это объединение стоков (называемое также надсток — superstock) или семей (если термин сток не используется), причём, как правило, скорее предполагаемое, нежели доказанное. В целом соответствует макросемье.